# 道の駅いっぷく処横川
道の駅いっぷく処横川（みちのえき いっぷくどころよこかわ）は、静岡県浜松市天竜区にある国道362号の道の駅である。

## 主な施設
- 駐車場
  - 普通車：40台
  - 大型車：2台
  - 身障者用 : 1台
  - 電気自動車急速充電 : 1台（1台）
- トイレ
  - 男：大 2器（1器）、小 4器（2器）
  - 女：5器（3器）
  - 身障者用：1器（1器）

※（）内は24時間使用可能
- 公衆電話
- 食堂
- 特産品販売所
- 情報コーナー
- 休憩施設
- 自動販売機

## 休館日
- 毎週火・水曜日（祝日の場合は営業）

## アクセス
- 国道362号 - 登録路線
- 遠鉄バス秋葉線「いっぷく処横川」停留所下車

## 周辺
- 鳥羽山公園
- 二俣城址